# Flughafen Seinäjoki

i8
i11
i13
Der Flughafen Seinäjoki (IATA-Code: SJY, ICAO-Code: EFSI) ist ein privater Flughafen in Finnland. Er liegt circa 10 km südlich der Stadt Seinäjoki auf dem Gemeindegebiet der Stadt Ilmajoki. Die einzige Landebahn wurde im Jahr 2007 auf eine Länge von 2.000 m verlängert. Derzeit gibt es keinen regelmäßigen Linienverkehr. Die Nutzung erfolgt auf Anfrage.

## Fluggesellschaft und Ziele
Vor 2012 flogen Finncomm Airlines und ihre Nachfolgegesellschaft Flybe Nordic die Strecke nach Helsinki. Anschließend übernahm Svenska Direktflyg die Strecke, welche mehrmals am Tag geflogen wurde. Geflogen wurde mit einer BAe Jetstream 32. Der Linienverkehr dürfte kurze Zeit nach der Übernahme von Svenska Direktflyg durch AIS Airlines im Jahre 2015 eingestellt worden sein. Derzeit (Stand 2023) gibt es keinen Linienflugverkehr auf dem Flughafen.

## Anfahrt
Der Flughafen besitzt eine Anbindung an die finnische Staatsstraße 19. Ein Sammeltaxi fährt nach jedem Flug ins Zentrum von Seinäjoki. 